# Санк

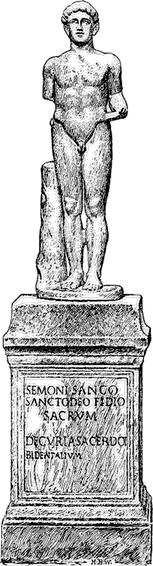
Статуя Санка в Римі

Санк, Са́нкус (лат. Sancus) — сабінське божество неба, яке стало римським божеством договорів і подружжя. На Квіріналі в Римі стояло святилище Санка, на його честь було встановлено свято.
Сином Санка був Саб (лат. Sabos), епонім племені сабінів. За деякими міфічними версіями, Саб походив з Лакедемону.